# Certonotus zebrus
Certonotus zebrus là một loài tò vò trong họ Ichneumonidae.